# Psaliodes daedala
Psaliodes daedala là một loài bướm đêm trong họ Geometridae.